# Fredrik Ludvig av Schleswig-Holstein-Sonderburg-Beck
Fredrik Ludvig av Holstein-Beck, född 6 april 1653 i Beck, död 7 mars 1728 i Königsberg, var en preussisk generalfältmarskalk och hertig av Holstein-Beck. 

## Militär karriär
Han blev överste i Brandenburg-Preussens armé 22 augusti 1676 och utnämndes 14 oktober 1686 till generalmajor. År 1692 blev han infanterigeneral, 1697 kavallerigeneral och den 26 mars 1713 generalfältmarskalk. 
1698 utnämndes han till generalguvernör av Minden. Han var en av de första medlemmarna av den preussiska Svarta örns orden i samband med ordens instiftande 1701 och blev kort därefter utnämnd till ståthållare i Hertigdömet Preussen och guvernör i Königsberg. 1721 överlämnade han befälet över sitt regemente till sin son Fredrik Vilhelm I av Schleswig-Holstein-Sonderburg-Beck. 
Han deltog med sitt regemente i Spanska tronföljdskriget under striderna i Nederländerna. 1708 deltog han i slaget vid Oudenaarde, 1709 i slaget vid Malplaquet, samt vid belägringarna av Lille (1708), Mons (1709) och Tournai.

## Familj
Han var son till hertig August Filip av Holstein-Beck och Marie Sibylle av Nassau-Saarbrücken. Gift 1 januari 1685 med Charlotta av Augustenburg i Augustenburg.
Fredrik efterträddes som hertig av sin son Fredrik Vilhelm I.